# Академическая гребля на летних Олимпийских играх 2012 — двойки парные, лёгкий вес (женщины)
Соревнования среди легковесных парных двоек по академической гребле среди женщин на летних Олимпийских играх 2012 прошли c 29 июля по 4 августа на гребном канале Дорни. Приняло участие 17 экипажей.
Олимпийскими чемпионками стали британки Кэтрин Коупленд и Софи Хоскинг.

## Призёры
| Золото                                      | Серебро                     | Бронза                                    |
| Кэтрин Коупленд Софи Хоскинг Великобритания | Сюй Дунсян Хуан Вэньи Китай | Христина Язидзиду Александра Циаву Греция |

## Соревнование

### Предварительный этап
Первые два экипажа из каждого заезда напрямую проходят в полуфинал соревнований. Все остальные попадают в утешительные заезды, где будут разыграны ещё шесть мест в полуфиналах.

#### Заезд 1
| Место | Спортсмены                        | Время   |
| ----- | --------------------------------- | ------- |
| 1     | Софи Хоскинг Кэтрин Коупленд      | 6:56,96 |
| 2     | Анна Лолк Томсен Юлиана Расмуссен | 6:59,94 |
| 3     | Луиза Эйлинг Джулия Эдвард        | 7:02,78 |
| 4     | Яйма Веласкес Йослейн Домингес    | 7:12,99 |
| 5     | Мария Ронер Милка Кральев         | 7:33,37 |
| 6     | Сара Мухаммед Барака Фатма Рашид  | 7:45,23 |

#### Заезд 2
| Место | Спортсмены                         | Время   |
| ----- | ---------------------------------- | ------- |
| 1     | Христина Язидзиду Александра Циаву | 7:03,66 |
| 2     | Бронуэн Уотсон Ханна Эври-Холл     | 7:05,30 |
| 3     | Кристин Хедстрём Джулия Николс     | 7:08,46 |
| 4     | Рианне Сигмонд Майке Хед           | 7:10,49 |
| 5     | Линдсей Дженнерич Патрисия Оби     | 7:10,89 |
| 6     | Луана де Ассис Фабьяна Бельтраме   | 7:34,37 |

#### Заезд 3
| Место | Спортсмены                   | Время   |
| ----- | ---------------------------- | ------- |
| 1     | Сюй Дунсян Хуан Вэньи        | 7:15,57 |
| 2     | Лена Мюллер Аня Носке        | 7:19,24 |
| 3     | Ацуми Фукумото Акико Ивамото | 7:30,29 |
| 4     | Ким Мён Шин Ким Соль Джи     | 7:31,98 |
| 5     | Пхам Тхи Хай Пхам Тхи Тхао   | 7:40,06 |

### Утешительные заезды
По три лучших экипажа из каждого заезда выходят в полуфинал.

#### Заезд 1
| Место | Спортсмены                       | Время   |
| ----- | -------------------------------- | ------- |
| 1     | Рианне Сигмонд Майке Хед         | 7:19,26 |
| 2     | Луиза Эйлинг Джулия Эдвард       | 7:19,26 |
| 3     | Ацуми Фукумото Акико Ивамото     | 7:23,79 |
| 4     | Луана де Ассис Фабьяна Бельтраме | 7:27,46 |
| 5     | Пхам Тхи Хай Пхам Тхи Тхао       | 7:37,64 |
| 6     | Сара Мухаммед Барака Фатма Рашид | 7:54,01 |

#### Заезд 2
| Место | Спортсмены                     | Время   |
| ----- | ------------------------------ | ------- |
| 1     | Кристин Хедстрём Джулия Николс | 7:13,82 |
| 2     | Линдсей Дженнерич Патрисия Оби | 7:15,37 |
| 3     | Яйма Веласкес Йослейн Домингес | 7:19,33 |
| 4     | Ким Мён Шин Ким Соль Джи       | 7:27,95 |
| 5     | Мария Ронер Милка Кральев      | 7:40,72 |

### Полуфиналы
Первые три экипажа из каждого заезда проходят в финал A. Остальные будут распределять места с 7 по 12 в финале B.

#### Заезд 1
| Место | Спортсмены                         | Время   |
| ----- | ---------------------------------- | ------- |
| 1     | Софи Хоскинг Кэтрин Коупленд       | 7:05,90 |
| 2     | Христина Язидзиду Александра Циаву | 7:09,01 |
| 3     | Лена Мюллер Аня Носке              | 7:10,16 |
| 4     | Кристин Хедстрём Джулия Николс     | 7:12,61 |
| 5     | Луиза Эйлинг Джулия Эдвард         | 7:15,06 |
| 6     | Яйма Веласкес Йослейн Домингес     | 7:21,86 |

#### Заезд 2
| Место | Спортсмены                        | Время   |
| ----- | --------------------------------- | ------- |
| 1     | Сюй Дунсян Хуан Вэньи             | 7:10,39 |
| 2     | Анна Лолк Томсен Юлиана Расмуссен | 7:10,93 |
| 3     | Бронуэн Уотсон Ханна Эври-Холл    | 7:12,35 |
| 4     | Линдсей Дженнерич Патрисия Оби    | 7:14,83 |
| 5     | Рианне Сигмонд Майке Хед          | 7:19,31 |
| 6     | Ацуми Фукумото Акико Ивамото      | 7:34,23 |

### Финалы

#### Финал C
| Место | Спортсмены                       | Время   |
| ----- | -------------------------------- | ------- |
| 1     | Луана де Ассис Фабьяна Бельтраме | 7:41,43 |
| 2     | Ким Мён Шин Ким Соль Джи         | 7:44,03 |
| 3     | Мария Ронер Милка Кральев        | 7:44,62 |
| 4     | Пхам Тхи Хай Пхам Тхи Тхао       | 7:51,82 |
| 5     | Сара Мухаммед Барака Фатма Рашид | 8:14,17 |

#### Финал B
| Место | Спортсмены                     | Время   |
| ----- | ------------------------------ | ------- |
| 1     | Линдсей Дженнерич Патрисия Оби | 7:17,24 |
| 2     | Рианне Сигмонд Майке Хед       | 7:20,36 |
| 3     | Луиза Эйлинг Джулия Эдвард     | 7:22,78 |
| 4     | Яйма Веласкес Йослейн Домингес | 7:23,25 |
| 5     | Кристин Хедстрём Джулия Николс | 7:23,31 |
| 6     | Ацуми Фукумото Акико Ивамото   | 7:32,12 |

#### Финал A
| Место | Спортсмены                         | Время   |
| ----- | ---------------------------------- | ------- |
| 1     | Софи Хоскинг Кэтрин Коупленд       | 7:09,30 |
| 2     | Сюй Дунсян Хуан Вэньи              | 7:11,93 |
| 3     | Христина Язидзиду Александра Циаву | 7:12,09 |
| 4     | Анна Лолк Томсен Юлиана Расмуссен  | 7:15,53 |
| 5     | Бронуэн Уотсон Ханна Эври-Холл     | 7:20,68 |
| 6     | Лена Мюллер Аня Носке              | 7:22,18 |